# Xınıslı
Xınıslı è un comune dell'Azerbaigian situato nel distretto di Kürdəmir. Conta una popolazione di 1 970 abitanti.